# Kao košuta
"Kao košuta" (eng. "As the Deer") je dobro poznata kršćanska pjesma američkog tekstopisca Martyja Nystroma. Napisana je 1984. godine; osnova pjesme nalazi se u Psalmu 42:1.
Pjesmu su također obradili neki domaći izvođači i sastavi:
- AD Astra
- Aledory
- Sabina i Daniel Poropat
- Vanna

## Riječi
| Engleski izvornik | Hrvatski prijevod |
| --- | --- |
| As the deer panteth for the water So my soul longeth after you You alone are my heart's desire And I long to worship you You alone are my strength, my shield To you alone may my spirit yield You alone are my heart's desire And I long to worship you You're my friend and you are my brother Even though you are a king And I love you more than any other So much more than anything You alone are my strength, my shield To you alone may my spirit yield You alone are my heart's desire And I long to worship you I want You more than gold or silver Only You can satisfy You alone are the real joy giver And the apple of my eye You alone are my strength, my shield To you alone may my spirit yield You alone are my heart's desire And I long to worship you | Kao košuta što za vodom žudi, Žudim za tobom ja. Samo ti čežnja srca si moga, Tebe slavim ja. Snago moja i zaštito, U tebi duh moj se odmara. Samo ti čežnja srca si moga, Tebe slavim ja. Tvoja ljubav i briga meni znači, Više od zlata sveg. Samo ti stvarnu radost daješ meni, Tebe slavim ja. Snago moja i zaštito, U tebi duh moj se odmara. Samo ti čežnja srca si moga, Tebe slavim ja. Nudiš mi prijateljstvo, iako si, Ti Kralj svih kraljeva. Draži si mi od svih, od sveg drugog, Tebe slavim ja. Snago moja i zaštito, U tebi duh moj se odmara. Samo ti čežnja srca si moga, Tebe slavim ja. |